# Austrian Heritage Collection
Die Austrian Heritage Collection ist ein Projekt, das 1996 am Leo Baeck Institut in New York City in Zusammenarbeit mit dem Verein Gedenkdienst und dem Austrian Cultural Forum New York ins Leben gerufen wurde. Jährlich leisten zwei österreichische Gedenkdiener im Rahmen dieses Projektes ihren Zivilersatzdienst. Ziel ist es, die Geschichten österreichisch-jüdischer Emigranten zu dokumentieren. Zu diesem Zweck werden Fragebögen ausgesendet, Oral-History-Interviews durchgeführt und Dokumente gesammelt. Über 4000 Personen konnten kontaktiert werden. Mit rund 500 Zeitzeugen wurden bis 2012 bereits Interviews geführt. Damit ist die Austrian Heritage Collection die umfassendste Sammlung zum Thema jüdische Emigration aus Österreich in den Vereinigten Staaten.